# Фашан, Марк
Марк Фаша́н (фр. Marc Fachan; 25 января 1989, Тарб) — французский футболист, защитник клуба «Дюнкерк».

## Биография
Является воспитанником французского «Осера», выступая три сезона за молодёжную команду «Осера», Фашан провёл 47 матчей. Выступал также за юношескую сборную Франции (до 19 лет), в составе которой провёл 5 матчей.
29 мая 2009 года Фашан подписал пятилетний контракт с киевским «Динамо». Контракт Марка с «Динамо» вступил в силу с 1 июля 2009 года, когда его действующее соглашение с «Осером» истекло. В «Динамо» Фашан перешёл на правах свободного агента. 22 июля 2009 года по обоюдному согласию сторон контракт был расторгнут, и футболист возвратился в «Осер».
В августе 2009 года перешёл в испанский «Химнастик» (Таррагона). В августе 2011 года перешёл в испанский «Алавес», а спустя год вернулся на родину, став игроком клуба «Каркефу». В июле 2014 года пополнил ряды «Страсбура».